# The Plague Within
The Plague Within – czternasty album studyjny brytyjskiej grupy metalowej Paradise Lost. Wydawnictwo ukazało się 29 maja 2015 roku nakładem wytwórni muzycznej Century Media Records. Nagrania zostały zarejestrowane w Orgone Studios w Londynie w Wielkiej Brytanii. W ramach promocji do pochodzącej z płyty piosenki "Beneath Broken Earth" został zrealizowany teledysk.

## Lista utworów
Opracowano na podstawie materiału źródłowego.
1. "No Hope in Sight" (sł. Nick Holmes, muz. Greg Mackintosh) - 04:50
2. "Terminal" (sł. Nick Holmes, muz. Greg Mackintosh) - 04:27
3. "An Eternity of Lies" (sł. Nick Holmes, muz. Greg Mackintosh) - 05:56
4. "Punishment Through Time" (sł. Nick Holmes, muz. Greg Mackintosh) - 05:12
5. "Beneath Broken Earth" (sł. Nick Holmes, muz. Greg Mackintosh) - 06:08
6. "Sacrifice the Flame" (sł. Nick Holmes, muz. Greg Mackintosh) - 04:40
7. "Victim of the Past" (sł. Nick Holmes, muz. Greg Mackintosh) - 04:27
8. "Flesh from Bone" (sł. Nick Holmes, muz. Greg Mackintosh) - 04:18
9. "Cry Out" (sł. Nick Holmes, muz. Greg Mackintosh) - 04:29
10. "Return to the Sun" (sł. Nick Holmes, muz. Greg Mackintosh) - 05:43

## Twórcy
Opracowano na podstawie materiału źródłowego.
| Zespół Paradise Lost w składzie - Steve Edmondson - gitara basowa - Gregor Mackintosh - gitara prowadząca, instrumenty klawiszowe - Aaron Aedy - gitara rytmiczna - Nick Holmes - wokal prowadzący - Adrian Erlandsson - perkusja, instrumenty perkusyjne | Dodatkowi muzycy - Liam Byrne - gościnnie viola da gamba - Daniel Quill - gościnnie skrzypce - Heather Thompson - gościnnie wokal Produkcja - Jaime Gomez Arellano - miksowanie, mastering, inżynieria dźwięku, produkcja muzyczna - Zbigniew Bielak - okładka, oprawa graficzna - Costin Chioreanu - oprawa graficzna - Ester Segarra - zdjęcia |

## Listy sprzedaży
| Lista                | Kraj            | Pozycja |
| -------------------- | --------------- | ------- |
| UK Albums Chart      | Wielka Brytania | 51      |
| Sverigetopplistan    | Szwecja         | 49      |
| Media Control Charts | Niemcy          | 7       |
| Oricon               | Japonia         | 209     |